# Kiernus
Kiernus (lit. Kernius) – legendarny wielki książę litewski z dynastii Palemonowiczów, legendarny założyciel Kiernowa.
Miał być synem Kunasa (a przez to wnukiem Palemona) i bratem Gimbutasa. Według Kroniki Bychowca rządził Litwą Zawieljską (tereny za Wilią według orientacji wileńskiej), ziemiami sięgającymi aż po Łatgalię, Dźwinę i Brasław. Jego brat rządził na Żmudzi. Okres rządów braci charakteryzował się brakiem konfliktów wewnętrznych. 
Według Kroniki Bychowca Kiernus miał wymyślić nazwę Litwa, która miała pochodzić od łacińskich słów litus (brzeg) i tuba (trąba; mieli na nich grać mieszkańcy tego terenu). Z połączenia tych słów miała powstać nazwa Litusbania, z czasem uproszczona do nazwy Litwa. 
Według kroniki Macieja Stryjkowskiego i części sylw swoje panowanie miał rozpocząć w 1040 roku. Zdaniem Adama Ignacego Naramowskiego miał prowadzić wojny z Rusinami i powiększyć zasięgu terytorialny państwa litewskiego.
Kiernus miał córkę Pojatę, której mężem był Żywibund z rodu Centaurów (wg innej wersji Żywibund był synem Kiernusa), w wyniku czego władza przeszła w ręce tego rodu.